# ميريلا نيكيتا باشكا
ميريلا نيكيتا باشكا (بالرومانية: Mirela Nichita)‏ مواليد 26 سبتمبر 1985 في تولتشيا، رومانيا، هي لاعبة كرة يد رومانية تلعب كحارس مرمى.

## الإنجازات
- الدوري الروماني لكرة اليد للسيدات:
  - الفوز: 2004، 2005
- كأس أوروبا لكرة اليد للسيدات:
  - النهائي: 2012
  - نصف النهائي: 2013